# Schacht Reden
Der Schacht Reden war ein von 1842 bis März 1905 betriebener Schacht in Radlin im Landkreis Wodzisław Śląski. Während des Zweiten Weltkrieges war der Schacht Reden ein Hinrichtungsort, an dem mehrere Einwohner der Gegend um Rybnik und Loslau durch die Funktionäre des NS-Staates ermordet wurden.

## Geschichte
Der Schacht Reden, eigentlich Schacht II, gehörte zur Zeche Reden und hatte ursprünglich eine Teufe von 204,5 m. In der Zeche wurde Steinkohle abgebaut. Nach der Stilllegung wurden die Anlagen der Zeche durch die Rybniker Steinkohlegewerkschaft übernommen. Der Schacht wurde zum Wetterschacht der Zeche Emma umgebaut und auf etwa 300 m abgeteuft. Nach der erneuten Stilllegung in den 1930er Jahren soffen die untersten 70 m des Schachtes ab.
Ab Winter 1944 bis Februar 1945 wurden durch Nationalsozialisten mehrere Menschen in den Schacht lebendig hineingestürzt. Nach der Besetzung von Radlin durch die Rote Armee im März 1945 wurden eine Untersuchungskommission und eine Expedition aus den Kumpel der Zeche Emma gebildet. Alojzy Mika, Bergmann und früherer schlesischer Aufständischer, wurde an einem Seil in den Schacht hinuntergelassen und entdeckte menschliche Überreste im Wasser. Es konnten aus der Grube die Leichen von zwei Männern und sechs Frauen geborgen werden. Die Anzahl der Opfer ist vermutlich höher; es wird angenommen, dass weitere Leichen durch die Wasserströmung in die Stollen getrieben wurden.
Von den Opfern wurden fünf Personen identifiziert:
- Franciszek Klina (* 1909 in Skrzyszów), Bergarbeiter der Zeche Emma, vor dem Krieg Aktivist der Polnischen Sozialistischen Partei
- Alojzy Lasota (* 1909), Bergarbeiter, Mitglied der Polnischen Heimatarmee
- Stanisława Biała aus Popielów (Ortsteil von Rybnik)
- Henryka Biała, Tochter von Stanisława Biała
- Marta Hała aus Marklowice

Eine weitere Leiche stammte von einer unbekannten Jüdin, die aus dem Todesmarsch vom KZ Auschwitz nach dem KZ Mauthausen zu fliehen versucht hatte. Der Leichnam von Franciszek Kun, der ebenfalls im Schacht den Tod fand, wurde nie gefunden.
Diese acht Opfer wurden auf dem katholischen Gemeindefriedhof in Radlin-Birtultau begraben und dort ein säkulares Grabmal mit folgender Inschrift errichtet:
CZEŚĆ POLEGŁYM BOHATEROM / ŻYWCEM WRZUCONYM / DO SZYBU „REDEN“ / PRZEZ ZBIRÓW HITLEROWSKICH
Die Übersetzung lautet:
Ehre den Gefallenen Helden die lebendig in den Schacht „Reden“ von den Hitlerschen Schurken hineingestürzt wurden
Mitte 1990er Jahre wurde dort ein neues Grabmal in Gestalt eines Kreuzes mit der gleich lautenden Inschrift errichtet. 1973 wurde auf dem stillgelegten und zum Grab erklärten Schacht ein Mahnmal aufgestellt und nachträglich ein Kreuz angebracht.